# Wólka (Lipno)
Pour les articles homonymes, voir Wólka.
Wólka est une localité polonaise de la voïvodie de Couïavie-Poméranie et du powiat de Lipno.